# Game Boy Camera
Game Boy Camera (сокр. — GBC; с англ. — «Камера для Game Boy»; в Японии выпускалась под названием Pocket Camera (яп. ポケットカメラ; с англ. — «Карманная Камера»)) — игровой аксессуар от компании Nintendo для портативной игровой консоли Game Boy. Впервые камера была выпущена 21 февраля 1998 года в Японии, но её производство было прекращено в конце 2002 года. В качестве игрушки для использования пользовательского контента, камера может использоваться для съёмки фотографий в оттенках серого цвета, редактирования фотографий или создания оригинальных рисунков, а также передачи изображений между GBC и Nintendo 64DD. Аксессуар имел поворотную на 180° фронтальную камеру, которая позволяла пользователям делать селфи. Фотографии можно печатать на термобумаге с помощью Game Boy Printer. Картридж для GBC содержит мини-игры, основанные на ранних играх компании Nintendo, таких как аркадная видеоигра Space Fever и карманная игра Ball от компании Game & Watch, а также чиптюн-музыку. «Книга рекордов Гиннесса» признала Game Boy Camera самой маленькой цифровой камерой в мире (по состоянию на 1999 год). Профессиональные фотографы восприняли данный аксессуар, как «художественный вызов».

## Описание

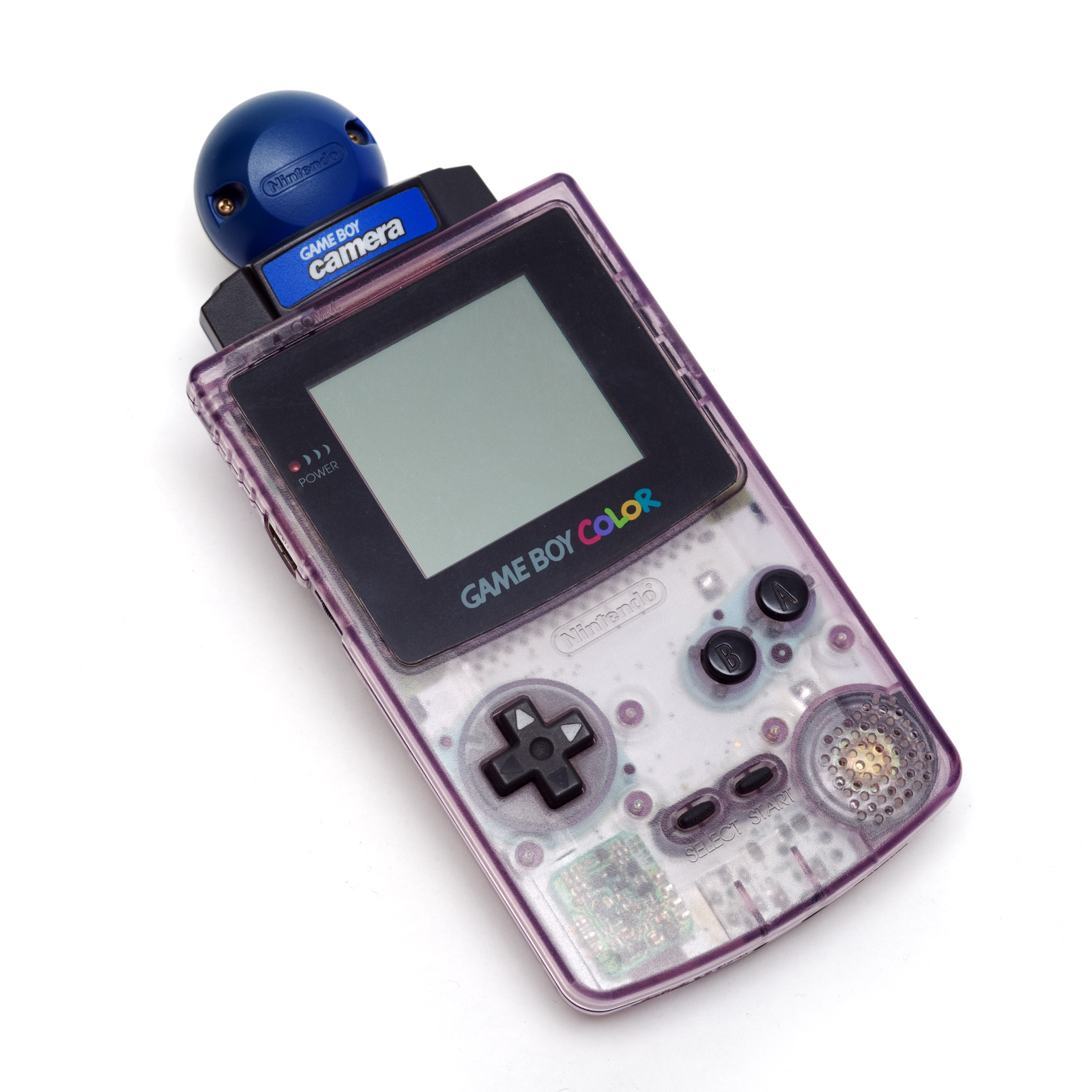
Камера, вставленная в Game Boy Color

Game Boy Camera может взаимодействовать с Game Boy Printer, который может печатать изображения на термобумагу. И камера, и принтер продавались компанией Nintendo как «беззаботные развлекательные устройства», предназначенные в основном для детей во всех трёх основных регионах мира видеоигр: Японии, Северной Америке и Европе. Британский журнал N64 Magazine (который с тех пор был заменён журналом Nintendo Gamer) посвятил данному устройству ежемесячный раздел.
GBC совместима со всей линейкой портативных игровых устройств Game Boy, кроме Game Boy Micro. Видеовыход возможен через Super Game Boy для приставки SNES и через Game Boy Player для приставки GameCube. Камера имеет КМОС-сенсор в 128×128 пикселей, и может хранить цифровые изображения в оттенках серого цвета в 128×112 пикселей, используя 4-цветную палитру системы Game Boy.
Линейка камер для Game Boy имеет пять стандартных цветов: синий, зелёный, красный, жёлтый и прозрачно-фиолетовый (только в Японии). Существует ограниченное издание «Gold Themed» для игры The Legend of Zelda: Ocarina of Time, которое содержит уникальные марки. Оно было доступно только в США по почтовому заказу от журнала Nintendo Power.
В сентябре 2020 года произошла утечка информации о неизданной версии камеры — «Hello Kitty».

### Функциональность
Камера управляется, изображения обрабатываются, а мини-игры воспроизводятся программным обеспечением Game Boy, работающим с прикрепленного к камере картриджа. Отдельные фотографии можно делать и редактировать с помощью таких функций, как таймер задержки, промежуток времени, трюковые объективы, зеркальное отображение и масштабирование, а также монтаж и панорама для сшивания компонентных фотографий в одно большое изображение. Пользователь может дополнительно редактировать изображения, размещая марки Nintendo или рисуя каракули от руки. Изображения могут быть объединены в виде кадров анимации, а также, могут быть соединены между собой гиперссылками в режиме «горячие точки».

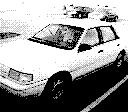
Фотография автомобиля Ford Tempo, сделанная с помощью Game Boy Camera

Изображения можно передавать через кабель и печатать на Game Boy Printer. Также, их можно копировать с Game Boy Camera, либо через Transfer Pak, а также с контроллера от Nintendo 64 на дискету 64DD. Японский Game Boy Camera опционально интегрирован в набор мультимедийных игр для периферийного устройства Nintendo 64DD. Благодаря этому пользователи могут создавать нарисованные и 3D-анимированные аватары самих себя на основе своих фотографий, сделанных с помощью данной камеры. Сами аватары можно интегрировать в различные игры для Nintendo 64DD, например Mario Artist и SimCity 64, или размещать их в интернете через Randnet. Сторонние производители провели обратную разработку Game Boy Color и добавили современные способы передачи данных, такие как Wi-Fi и карты памяти SD.
Программное обеспечение картриджа для GBA имеет множество ссылок на другие продукты от Nintendo. Есть несколько отличий между североамериканской и японской версиями, включая открываемые фотографии альбома B и марки, которые можно разместить на фотографиях. В программном обеспечении присутствует несколько «пасхальных яиц», некоторые из которых описываются как «жуткие» и «страшные».
Компания Nintendo, как сообщается, планировала выпустить преемника GBC, но только для Game Boy Advance, под названием GameEye[страница не указана 1564 дня], который может делать цветные фотографии и подключаться к Nintendo GameCube с помощью игры с названием Stage Debut, но ни GameEye, ни игра Stage Debut, так и не были выпущены.

### Мини-игры
- Space Fever II — является продолжением ранней аркадной игры от Nintendo Space Fever. В этой мини-игре игрок управляет космическим кораблём, который стреляет ракетами по другим кораблям на протяжении трёх уровней, а затем побеждает боссов в конце каждого уровня. Первый босс — это гигантское лицо человека с рогами, второй босс — гигантское лицо усатого человека, а третий босс — игровое лицо. Как только все три босса будут побеждены, цикл игры возобновится с возрастающей сложностью[15]. В начале появляются два космических корабля; стрельба по кораблю «B» входит в игру Ball, а стрельба по кораблю «D» входит в DJ. Избегая обоих кораблей, игрок начнёт играть в сам Space Fever II. После того, как игрок набирает 2000 очков, новая мини-игра под названием Run! Run! Run! разблокировывается, и в начале появляется новый корабль, помеченный буквой «?».
- Ball — игра с жонглированием, в которой игрок управляет рукой, чтобы ловить и бросать мячи. Это очень похоже на игру от компании Game & Watch, под названием Ball, только голова мистера Game & Watch заменена игровым лицом. Фоновая музыка к этой игре — «Mayim Mayim», израильская народная песня.
- DJ — открытая музыкальная видеоигра с музыкальным секвенсором, известным как «Trippy-H». В данной игре игроки могут смешивать и создавать простые чиптюны. Игровое лицо — это диджей.
- Run! Run! Run! — бонусная мини-игра. «Игровое лицо» прикреплено к мультяшному телу, игрок мчится против крота и птицы за финишную черту. Пройдя данную мини-игру менее чем за 22 секунды, кредиты становятся разблокированными.

## Разработка
Первоначально проект «Game Boy Camera» был холодно принят компанией Nintendo. После этого Кувахара обратился к президенту японской компании Creatures, Inc. — Хирокадзу Танаке, по поводу разработки программного обеспечения для GBC, чтобы данный проект стал лучше. Встроенное программное обеспечение камеры было разработано совместно с Nintendo Research & Development 1 и японской компанией Jupiter, а сам Танака руководил данным проектом.

## Наследие

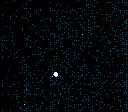
Фотография Юпитера и его спутников, сделанная с помощью Game Boy Camera через 10-дюймовый телескоп

Будучи одной из самых ранних потребительских цифровых камер, GBC была узаконена для использования пользовательского контента, особенно фотографий. Его жёсткие технологические ограничения используются для художественного вызова или ностальгической ценности, а современные методы подключения к персональным компьютерам были импровизированы или коммерчески массово произведены для поиска изображений.
Камера для Game Boy была включена в «Книгу рекордов Гиннесса» в 1999 году, как «самая маленькая цифровая камера в мире», хотя, с тех пор этот рекорд был побит. В 2000 году профессиональный фотограф создал цветной рабочий процесс, подобный самой ранней в мире цветной фотографии, для обработки фотографий в оттенках серого цвета в GBC через красный, зелёный и синий фильтры для получения цветной фотографии. Художник, использующий камеру для Game Boy и трёхцветный процесс, разработал серию работ с 2012 года, сосредоточившись на том, как происходит взаимодействие между тем, что абстрагированные изображения раскрывают и скрывают в сфотографированной среде, а также, использование Game Boy Printer в своей практике. Аспирант выполнял астрофотосъёмку сцен, включая планету Юпитер, с помощью академических телескопов с использованием GBC. В 2017 году инженер-исследователь разработал нейросетевое приложение для автоматического преобразования монохромных изображений GBC в цвета. Несколько современных приложений для смартфонов имеют режимы для имитации качества изображения Game Boy Camera. В 2016 году художник из Instagram включил винтажное оборудование GBC в свой репертуар высокотехнологичных стилизованных фильтров, создав новую галерею, посвященную только фотографиям с GBC, потому что её примитивная камера «заставляет нас найти способ делать красивые снимки».